# Eremulus spinifer
Eremulus spinifer är en kvalsterart som beskrevs av Tyler A. Woolley och Harold G. Higgins 1963. Eremulus spinifer ingår i släktet Eremulus och familjen Eremulidae. Inga underarter finns listade i Catalogue of Life.